# Paris-Roubaix de 1897
A 2.ª edição da corrida ciclista Paris-Roubaix teve lugar em 18 de abril de 1897. Foi vencida pelo Italiano Maurice Garin. A prova contou com 280 quilómetros e a média da prova foi de 28,124 km/h. À saída compareceram 32 corredores profissionais e 26 corredores amadores. A vitória decidiu-se ao sprint.

## Desenvolvimento da corrida
À saída de Paris, as estradas estavam húmidas, mas um pouco mais tarde, o sol fez o seu aparecimento.
Durante esta edição, Garin e Cordang apresentam-se no velódromo Roubaisien para disputar-se a vitória. Pascal Sargent escreveu :
É difícil de reconhecê-los. Garin chega em primeiro, seguido pela figura empapada de lama de Cordang. Com toda a força, à estupefação de todos, Cordang escorrega e bate numa superfície de cimento do velódromo. Garin não crê nos seus olhos. No momento em que Cordang volta a montar na sua bicicleta, tem 100 metros de atraso. Fica seis voltas a cobrir. Dois quilómetros miseráveis para atingir Garin. A multidão retém o seu folego olhando à incrível perseguição. O sino ressoa. Uma volta, fica uma volta. 333 metros para Garin, que tem sempre um avanço de 30 metros no Batave.
Uma vitória na clássica está ao seu alcance mas pode quase sentir o folego do seu adversário no seu pescoço. Garin conserva finalmente o seu avanço de dois metros, dois pequenos metros para uma vitória legendária. Os espectadores explodem e ovacionam ambos homens. Garin exulta sob as aclamações da multidão. Cordang chora a sua decepção.
Garin declara após a corrida : 
Tenho ganhado, mas Cordang era o mais forte.

## Classificação final
|    | Ciclista            | Equipa | Tempo             |
| -- | ------------------- | ------ | ----------------- |
| 1  | Maurice Garin       | -      | 9 h 57 min 21 se  |
| 2  | Mathieu Cordang     | -      | + 0 s             |
| 3  | Michel Frédérick    | -      | + 30 min 21 s     |
| 4  | Gaston Rivierre     | -      | + 50 min 39 s     |
| 5  | Jules Cordier       | -      | + 1 h 42 min 52 s |
| 6  | Boinet              | -      | + 1 h 43 min 03 s |
| 7  | Henri Aries         | -      | + 1 h 53 min 12 s |
| 8  | Guillochin          | -      | + 2 h 03 min 30 s |
| 9  | Léopold Trousselier | -      | + 2 h 03 min 30 s |
| 10 | Marcel Kerff        | -      | + 4 h 16 min 39 s |